# Чарльз Тарт
Чарльз Т. Тарт (англ. Charles T. Tart; 27 квітня 1937 — 5 березня 2025) — американський психолог і парапсихолог, який здобув широку популярність в академічному середовищі завдяки своїм дослідженням природи свідомості (особливо в області змінених станів свідомості), а також як один із засновників трансперсональної психології і як видатний представник парапсихології. Ступінь доктора філософії з психології здобув в Університеті Північної Кароліни в Чапел-Хілл у 1963 році.
Його перші великі наукові публікації «Змінені стани свідомості» («Altered States of Consciousness», 1969) і «Трансперсональна психологія» («Transpersonal Psychologies», 1975) зіграли важливу роль у визнанні сучасною психологією важливості дослідження даних областей і з часом стали класичними.

## Біографія
Чарльз Тарт народився 1937 року в Моррисвіллі (Пенсильванія) і виріс в Трентоні (Нью-Джерсі). В юнацькому віці він був радіоаматор і працював радіоінженером, отримавши ліцензію від Федеральної комісії з комунікацій. Студентом Тарт вивчав електротехніку в Массачусетському технологічному інституті, а потім перевівся в Університет Дюка, де приступив до вивчення психології, за порадою доктора Райна, який працював у цьому університеті. Докторський ступінь з психології він здобув в Університеті Північної Кароліни в Чапел-Хілл у 1963 році, після чого в рамках постдокторантури пройшов підготовку в дослідженнях гіпнозу, під керівництвом професора Ернеста Хілгарда в Стенфордському університеті.
У той час (2011) Чарльз Тарт викладає в Інституті трансперсональної психології (Пало-Альто, Каліфорнія), обіймає посаду старшого наукового співробітника в Інституті ноетичних наук (Саусаліто, Каліфорнія) і має звання заслуженого професора у відставці Каліфорнійського університету в Девісі, де він пропрацював 28 років, а також звання почесного члена Ради Інституту Монро. Тарт деякий час очолював профінансовану в 1997 році Робертом Бігелоу програму дослідження свідомості в Університеті Невади (Лас-Вегас), викладав як запрошений професор Східно-західну психологію в Каліфорнійському інституті інтегральних досліджень, працював викладачем психіатрії в медичній школі Віргінського університету, а також був консультантом парапсихологічних досліджень в Стенфордському дослідницькому інституті (нині відомому під назвою SRI International), які фінансувалися урядом США.Тарт брав участь у розробці та конструюванні автоматичного пристрою для досліджень ЕСВ під назвою ESPATEACHER, який був створений у Віргінському університеті. Він підтримує претензії Джозефа Макмонігла на володіння останнім дару дальнобачення, за допомогою якого той бачить події минулого, сьогодення і майбутнього і пророкує прийдешнє.
Крім лабораторних досліджень, Тарт вивчав японське бойове мистецтво айкідо (він має чорний пояс по айкідо), медитацію, вчення Георгія Гурджієва, буддизм, а також інші психологічні та духовні дисципліни. Тарт вважає, що докази існування паранормальних явищ сприяють зближенню науки і духовних дисциплін. Його головна мета полягає у встановленні контактів між науковою і духовною спільнотами, а також в удосконаленні та інтеграції західного і східного підходів до пізнання світу і особистісного та соціального зростання.

## Науковий внесок
Чарльз Тарт заслужив репутацію піонера і класика в дослідженні змінених станів свідомості. Видана в 1969 році під його редакторством антологія наукових статей «Змінені стани свідомості» («Altered States of Consciousness», 1969) стала бестселером і, за оцінкою видавництва Common Boundary, увійшла до числа ста найвпливовіших книг з психології XX століття. Як зазначив один з провідних російських фахівців у галузі досліджень змінених станів свідомості (ІСС) Дмитро Співак, у широкий науковий ужиток ця галузь була введена в цій антології. Тарт написав понад 250 статей, опублікованих в академічних виданнях, включно з такими престижними науковими журналами, як «Science» і «Nature».
«Патріарх» російської трансперсональної психології Тину Сойдла вказує, що публікація в 1972 році у вкрай престижному журналі «Science» статті Чарльза Тарта, щодо концепції «станів свідомості», стала однією з перших заявок від трансперсональної психології на великий внесок у науку. Через три роки матеріал цієї статті вийшов у вигляді ґрунтовної книги «Стани свідомості» («States of Consciousness», 1975), в якій викладено основи одного з трьох головних підходів, що розробляються сучасною психологією при вивченні змінених станів свідомості.
Чарльз Тарт, на матеріалі вивчення наркотичних ІСС, запропонував модель факторів, що формують ІСС, виділивши і класифікувавши цілий ряд ненаркотичних факторів, що визначають — поряд з самим фізіологічним впливом — характер стану, що виникає при вживанні наркотику.
Вихідною позицією Чарльза Тарта слугує така теза Вільяма Джеймса: «Наша неспляча свідомість є не більше ніж один особливий тип свідомості, в той час як всюди навколо нього лежать зовсім інші, потенційні форми свідомості, відокремлені найтоншою перешкодою». У своїй книзі «Пробудження» («Waking Up», 1986) Тарт ввів у лексикон вираз «узгоджений транс» («consensus trance»), уподібнивши нормальну несплячу свідомість до гіпнотичного трансу. Він докладно описав, як кожен з нас з дитинства вводиться в транс, у якому перебуває суспільство, що нас оточує. Тарт відзначив подібності та відмінності між наведенням гіпнотичного трансу і наведенням узгодженого трансу. Він особливо наголосив на колосальному і всеосяжному впливі батьків, учителів, релігійних вождів, політичних лідерів та інших, який змушує підкоритися наведенню трансу. На основі вчення Гурджієва та інших духовних вчителів Тарт окреслив шлях до пробудження від трансу, заснований на самоспостереженні. За словами Д. Співака, серед концепцій ІСС найбільший вплив зараз має концепція Чарльза Тарта.

## Критика
Тарт зазнав критики з боку наукової спільноти за свої коментарі щодо невдалого експерименту з психокінезу (ПК). Мішені з генератора випадкових чисел, які використовувалися в експерименті, не були випадковими. Тарт у відповідь заявив, що невипадковість була зумовлена ефектом ПК. Теренс Хайнс писав, що процедурний недолік в самому експерименті був використаний Тартом як доказ ПК, і що це є прикладом використання гіпотези, що не піддається фальсифікації, в парапсихології.
У 1980 році Тарт стверджував, що переоцінка стенограм одного з експериментів Рассела Тарга і Гарольда Путхоффа з дистанційного перегляду показала результат, який перевищував усі шанси. Тарг і Путхофф відмовилися надати копії стенограм, і лише в липні 1985 року вони були надані для вивчення, коли було виявлено, що вони все ще містять сенсорні сигнали. Психологи Девід Маркс і Крістофер Скотт (1986) писали: «З огляду на важливість для гіпотези дистанційного перегляду адекватного видалення сигналів, нездатність Тарта виконати це основне завдання здається незрозумілою. Як було зроблено раніше, в експериментах, проведених Путхоффом і Таргом, не було продемонстровано віддаленого перегляду, а лише повторювана нездатність досліджуваних видалити сенсорні сигнали».
Тарт також піддавався критиці з боку скептика Роберта Тодда Керролла за ігнорування «бритви Оккама» (виступаючи за паранормальне замість натуралістичних пояснень) і за ігнорування відомих законів фізики.
Книга Тарта про марихуану «Під кайфом» отримала неоднозначні відгуки Гарріс Чайклін писав, що в книзі відкинуті медичні докази і лабораторні експерименти на користь думки споживачів марихуани, а статистика ймовірностей використана неналежним чином. У своїй книзі «Вчимося використовувати екстрасенсорне сприйняття» Тарт схвалив експериментальні методи з теорії навчання і результати експериментів з вгадування карт на підтримку екстрасенсорного сприйняття. Річард Ленд писав, що дані Тарта були непереконливими, але зробив висновок, що «книга сподобається віруючим в екстрасенсорику, а скептики будуть розглядати її як курйоз».
У 1981 році Тарт отримав премію Media Pigasus Освітнього фонду Джеймса Ренді «за відкриття того, що чим далі в майбутньому відбуваються події, тим важче їх передбачити».

### Англійською мовою
- «Altered States of Consciousness» (1969), editor. ISBN 0-471-84560-4
- Transpersonal Psychologies. — 1975.
- On Being Stoned: A Psychological Study of Marijuana Intoxication. — 1971.
- States of Consciousness. — 1975.
- «Symposium on Consciousness» (1975) Разом з P. Lee, R. Ornstein, D. Galin & A. Deikman
- Learning to Use Extrasensory Perception. — 1976.
- Psi: Scientific Studies of the Psychic Realm. — 1977.
- «Mind at Large: Institute of Electrical and Electronic Engineers Symposia on the Nature of Extrasensory Perception» (1979, with Harold E. Puthoff & Russel Targ)
- Waking Up: Overcoming the Obstacles to Human Potentialю — 1986.
- Aikido & the concept of Ki // Psychological Perspectives: A Quarterly Journal of Jungian Thought. — Vol. 18, no. 2. — P. 332—348.
- Open Mind, Discriminating Mind: Reflections on Human Possibilities. — 1989.
- Living the Mindful Life. — 1994.
- «Body Mind Spirit: Exploring the Parapsychology of Spirituality» (1997). Examines the relationship between parapsychological abilities and human's spiritual nature, and was voted the March 1998 best metaphysical book selection of Amazon.Com.
- Mind Science: Meditation Training for Practical People. — 2001.
- States of Consciousness. — 2001. — ISBN 0-595-15196-5.
- The End of Materialism: How Evidence of the Paranormal is Bringing Science and Spirit Together. — 2009.
- Out-of-the-Body Experiences (Psychic Exploration). — 2016.

### Російською мовою
- Измененные состояния сознания / пер. с англ. Е. Филиной, Г. Закарян. — М. : Эксмо, 2003. — 288 с. — ISBN 5-699-03481-1.
- Практика внимательности в повседневной жизни. Книга о том, как жить в настоящем / пер. М. П. Папуша. — Москва : Издательство Трансперсонального Института, 1996. — 240 с. — ISBN 5-88389-015-6.
- Пробуждение. Преодоление препятствий к реализации возможностей человека. — М. : АСТ, 2007. — 412 с. — ISBN 978-5-17-046164-6.
- Состояния сознания // Магический кристалл: Магия глазами учёных и чародеев / пер. В. Н. Поруса. — М : Республика, 1992. — С. 180—247. — ISBN 5250013589.
- Конец Материализма. Начало духовного пробуждения / пер. Н. Филонцевой. — М. : Постум, 2013. — 432 с. — (Серия «Новая парадигма. Начало»). — ISBN 978-5-91478-019-4.

## Аудіоінтерв'ю
- Audio Interview Series on Buddhist Geeks
- Charles Tart MP3 audio — from Shift in Action, sponsored by Institute of Noetic Sciences. It appears that the site requires a paid membership ($10/mo) to have access to their audio files.
- Interview with Charles Tart explores his research findings and personal conclusions about spirituality, meditation and transpersonal psychology.

## Нагороди
- Distinguished Contributions to Scientific Hypnosis, The Society of Psychological Hypnosis (Division 30 of the American Psychological Association), 2001[28].
- Abraham Maslow Award (given to an individual for an outstanding and lasting contribution to the exploration of the farther reaches of human spirit), The Society for Humanistic Psychology (Division 32 of APA), 2004[29].
- Charles Honorton Integrative Contributions Award, The Parapsychological Association, 2008[30].